# Davide Calabrese
Davide Calabrese (Trieste, 12 aprile 1978) è un attore, cantante, cabarettista e drammaturgo italiano, componente del gruppo musicale-teatrale di cabaret degli Oblivion, di base a Bologna.

## Biografia
È attore, cantante, autore, produttore, regista e illusionista.
Ha studiato psicologia e debuttato come attore cabarettista, mimo e sputafuoco. Si è diplomato nel 2004 alla Bernstein School of Musical Theatre di Bologna ed ha vinto una borsa di studio alla Guildford School of Acting di Londra (sezione Musical Theatre).
È docente di tecnica vocale alla BSMT (Bernstein School of Musical Theatre) di Bologna, e al Master di Vocologia Artistica all'Università di Bologna diretto da Franco Fussi.
È docente di Corporate Storytelling e Public Speaking alla Scuola Holden di Alessandro Baricco.
È Certified Master Teacher del metodo vocale Estill Voice Training (EVT).
Durante la formazione accademica ha recitato nel musical Company, con Antonello Angiolillo, diretto da Max Farau e in Jesus Christ Superstar, diretto da Shawna Farrell.
Ha ricevuto nel 2005 il premio Sandro Massimini assegnato dall'Associazione Internazionale dell'operetta come rivelazione nel musical ed è entrato nella Compagnia della Rancia nel 2004 partecipando al musical Tutti insieme appassionatamente, con Michelle Hunziker e Luca Ward, ricoprendo nel 2007 e nel 2008 il ruolo da protagonista. Sempre per la regia di Saverio Marconi ha recitato in Grease prima nel ruolo di Tom/Teen Angel e poi in quello di Kenicke.
È stato la voce del narratore nel musical La piccola bottega degli orrori, diretto da Federico Bellone.
Entrato successivamente nella compagnia Lombardi-Tiezzi recitando in Sogno di un mattino di primavera, diretto da Federico Tiezzi.
Ha cantato in alcuni CD del gruppo epic-metal Rhapsody e per l'orchestra di Poesia diretta da Alfredo Lacosegliaz.
Per il Teatro Stabile di Trieste ha recitato ne Il nido di memorie di Tullio Kezich e ne Il divo Garry, con Gianfranco Jannuzzo e Daniela Poggi, diretto da Francesco Macedonio. In televisione ha lavorato come doppiatore e attore in fiction, come la soap opera Un posto al sole, e in telepromozioni per Mediaset.
È fondatore e membro della compagnia Oblivion per la quale è autore e interprete in Oblivion Show, Oblivion Show 2.0: il sussidiario, regia di Gioele Dix e Othello, la H è muta, Oblivion.zip, Oblivion: the Human Jukebox, La Bibbia riveduta e scorretta, regia di Giorgio Gallione.
Come regista e autore ha firmato Brachetti, che sorpresa!, scritto con Arturo Brachetti e Leo Ortolani, Prodigi, scritto con Fabio Vagnarelli, Pronto Mamma e Nuovo Cine Swarovski, entrambi con Ariella Reggio e Prodotto dal Teatro Stabile di Trieste "La Contrada".
Come autore ha ideato e scritto con Fabio Vagnarelli Valzer per un Mentalista, produzione del Politeama Rossetti.
È stato aiuto regia di Chris Philpott per Incantesimo all'Hollywood Fringe Festival.
Ha scritto i libri: I Promessi Esplosi con gli Oblivion e Una Mente Prodigiosa con Fabio Vagnarelli e Vanni De Luca.